# Angela White
Angela Gabrielle White (* 4. března 1985 Sydney) je australská pornoherečka, pornorežisérka a modelka. Byla uvedena do Síně slávy AVN a Síně slávy XRCO. Roku 2020 se jako první žena stala potřetí a k tomu v řadě držitelkou Ceny AVN pro Female Performer of the Year.

## Vzdělání
V roce 2010 absolvovala Univerzitu v Melbourne s titulem s vyznamenáním první třídy v oboru genderových studií. Zkoumala zde zkušenosti žen v australském pornografickém průmyslu. Její diplomová práce The Porn Performer: The Radical Potential of Pleasure in Pornography byla publikována v The Routledge Companion to Media, Sex and Sexuality roku 2017.
V roce 2014 řekla, že by se ráda vrátila zpět na univerzitu, aby si zde dokončila svůj titul Ph.D. a rozšířila své studium o širší průřez umělců.

## Kariéra
Kariéru v sexuálním průmyslu začala roku 2003 ve věku 18 let jako erotická modelka. Její první pornografická scéna byla natočena společností The Score Group téhož roku. Její debut v hardcore pornografii byl zveřejněn na DVD v roce 2011.
Časopis XBIZ nazval White „Nejznámější umělkyní pro dospělé Austrálie“ a časopis The Daily Beast pak „Meryl Streepovou porna“.
Roku 2013 White spustila své vlastní oficiální webové stránky angelawhite.com.
V říjnu 2014 White podepsala distribuční smlouvu se společností Girlfriends Films na natočení několika filmů. Ve stejném měsíci ji Fleshlight, výrobce masturbačních pomůcek pro muže, jmenoval svou nejnovější Fleshlight Girl. Stala se tak první Australankou, která této pocty dosáhla.
V září 2016 v rozhovoru pro časopis XBIZ řekla, že se přestěhovala do USA a podepsala smlouvu se společností Spiegler Girls na natáčení pro společnosti jako Brazzers, Naughty America či Jules Jordan.
V lednu 2018 White společně s komikem Ariesem Spearsem a webcam modelkou Harli Lotts moderovala 35. ročník udílení cen AVN Awards v Las Vegas.
V říjnu 2021 White podepsala exkluzivní smlouvu se společností Brazzers. Producent společnosti Ryan Hogan v této době řekl, že „White reprezentuje absolutní vrchol profesionality a hvězdné popularity v našem průmyslu. Každý zná Angelu White.“
V červenci 2022 Brazzers zveřejnili scénu Sexually Rated Programming odehrávající se v dystopickém světě, v němž Angela White osvobozuje submisivní mužskou společnost mající kvůli antierotické propagandě vymyté mozky. Scéna obsahuje tzv. „blowbang“ (hromadná několikanásobná felace).
White také působila jako webcam modelka.

## Politická činnost
Roku 2010 White kandidovala jako kandidátka Australské sexuální strany v parlamentních volbách ve Victorii – získala 2,9 % voličských hlasů. White kandidovala za účelem obhajoby práv sexuálních pracovnic, přesněji, aby oponovala kandidátce Australských zelených Kathleen Maltzahn, která prosazovala zákaz nevěstinců. Časopisu BuzzFeed White řekla: „Mým účelem nebylo nutně vyhrát. Chtěla jsem jen pojistit, že [Maltzahn] nevyhraje.“ Během těchto voleb White poslala kopie svých DVD generálnímu prokurátorovi Robu Hullsovi ve snaze snížit předpisy pro filmy X18+.
Roku 2013 se White a další kandidátka Australské sexuální strany, Zahra Stardust, staly prvními politickými kandidátkami, které společně natočili pornografickou scénu.

## Ocenění a nominace
V roce 2018 byla uvedena do Síně slávy AVN. V letech 2018 a 2019 vyhrála dvakrát za sebou jako teprve druhá po Tori Black Cenu AVN pro Female Performer of the Year. V roce 2020 tuto cenu vyhrála i potřetí a k tomu v řadě, čímž se stala první ženou, které se tak podařilo.